# Редути (станція)
Редути — тупикова залізнична станція 3-го класу Полтавської дирекції Південної залізниці на одноколійній електрифікованій лінії Потоки — Редути. Розташований поблизу міста Горішні Плавні Кременчуцького району Полтавської області. Станція обслуговує Полтавський ГЗК.